# انسینو (سانتاندر)
انسینو (انگلیسی: Encino, Santander) یک منطقهٔ مسکونی در کلمبیا است.